# Herbie Mann
Herbie Mann, właśc. Herbert Jay Solomon (ur. 16 kwietnia 1930 w Nowym Jorku, zm. 1 lipca 2003 w Santa Fe) – amerykański flecista jazzowy oraz saksofonista, klarnecista basowy, kompozytor i producent. Pionier world music.

## Życiorys
Urodził się w nowojorskim Brooklynie w rodzinie pochodzenia żydowskiego. Jego ojciec, Harry, był synem emigrantów z Rosji, zaś matka, Ruth z d. Brecher, urodziła się na rumuńskiej Bukowinie. Herbie od dziecka przejawiał zainteresowanie muzyką. Chciał zostać perkusistą i godzinami bębnił w domowej kuchni na garnkach i pokrywkach. Wyczerpani niekończącym się hałasem rodzice postanowili przekonać 9-letniego syna do łagodniejszych dźwięków i w rezultacie matka zabrała go na koncert „Króla Swingu” – Benny’ego Goodmana. Wkrótce potem Herbie zaczął grać na klarnecie.
Po ukończeniu słynnej Abraham Lincoln High School poborowy Herbert Jay Solomon rozpoczął w 1948 czteroletnią służbę w US Army. Stacjonując ze swoją jednostką w Trieście we Włoszech, grał na saksofonie w orkiestrze garnizonowej. Jako cywil pragnął kontynuować rozpoczętą w wojsku karierę muzyka. Zamienił jednak saksofon na flet, uznając że na „rynku jazzowym” jest nadmiar saksofonistów. Kiedy w 1953 holenderski akordeonista, Mat Mathews, zaproponował mu współpracę, poszukując flecisty do nagrania pierwszej płyty debiutującej wokalistki, Carmen McRae, Mann zgodził się bez wahania. Chcąc od razu zaistnieć jako nieprzeciętny instrumentalista, przed pierwszym wejściem do studia całymi dniami intensywnie ćwiczył. W konsekwencji już w 1954 nagrał swoją pierwszą, firmowaną własnym nazwiskiem, płytę – Herbie Mann Plays.
W latach 1954–1958, grając głównie bop, współpracował z takimi muzykami jak Phil Woods, Buddy Collette, Milt Hinton, Art Blakey i Tommy Flanagan. Grał przede wszystkim na flecie, ale także na saksofonie tenorowym i klarnecie basowym, którego w latach 50. był jednym z jazzowych prekursorów. Zawsze interesowała go muzyka latynoska, której elementy niezmiennie wykorzystywał w swojej grze, podobnie jak transponowane na flet bebopowe frazowanie trąbek, stosowane przez Dizzy’ego Gillespiego i Milesa Davisa. W krótkim czasie stał się oryginalnym stylistą i wyróżniającym się muzykiem na ówczesnej scenie jazzowej. Potwierdzeniem tego było m.in. nagranie przez niego w 1957 płyty z jazzowymi utworami na flet solo, co w owych latach stanowiło ewenement. W tym samym roku nagrał także album The Magic Flute of Herbie Mann. Znajdujący się na nim z utwór The Evolution of Mann stał się przebojem za sprawą nowojorskiego disc jockeya radiowego – „Symphony Sida” Torina.
W 1958 Mann sformował Afro-Jazz Sextet, którego brzmienie tworzyły: flet (instrument prowadzący), wibrafon oraz szeroki zestaw instrumentów perkusyjnych. W 1959 odbył – sponsorowane przez Departament Stanu USA – tournée po krajach Afryki, które zaowocowało wzbogaceniem muzyki zespołu o tamtejsze brzmienia i uzupełnienie składu o instrumentalistę, grającego na congach. Po podróży do Afryki, Mann w 1960 nagrał także album The Common Ground, prezentujący szeroko pojętą afrykańską diasporę muzyczną. W jego grupie obok Afroamerykanów występowali muzycy m.in. z Puerto Rico, Kuby i Nigerii. Nowe elementy rytmiczne w muzyce Manna sprawiły, że jej popularność bardzo wzrosła. A po wydaniu w 1961 koncertowej płyty At the Village Gate, która przyniosła utrzymany w konwencji crossover przebój Comin' Home Baby, Mann stał się supergwiazdą.
Nie zamierzając odcinać kuponów od odniesionych sukcesów, jeszcze w 1961 wkroczył na nowy dla siebie grunt muzyczny. Zainspirowany brzmieniem utworów z filmu Czarny Orfeusz, skłonił swojego menedżera, żeby zorganizował mu występy w Brazylii. Mimo że był tam prawie nieznany, niemal natychmiast po przylocie do Rio de Janeiro zaczął grać podczas jam sessions z miejscowymi wykonawcami. Był pierwszym muzykiem amerykańskim, który w Brazylii nagrywał muzykę brazylijską z brazylijskimi artystami. Muzyka brazylijska zafascynowała mnie nie tylko swoimi ekscytującymi rytmami, ale także pięknymi melodiami, będącymi wspaniałą bazą dla improwizacji. Po powrocie do USA zespół Manna był jednym z pierwszych, który grał bossa novę. Choć Charlie Byrd i Stan Getz jako pierwsi nagrali w 1962 utrzymaną w tym stylu, bestsellerową płytę, Jazz Samba, Mann uznał ją za „niezadowalającą” i odpowiedział m.in. albumem Do the Bossa Nova. Nagrał go ze znakomitościami muzyki brazylijskiej: Antoniem Carlosem Jobimem, Badenem Powellem i Sergiem Mendesem. Na płycie Manna jako wokalista zadebiutował Jobim, śpiewając po angielsku swój utwór One Note Samba, który stał się evergreenem.
Kiedy bossa nova przestała być modną nowością, Mann ponownie zwrócił ku innej muzyce, tym razem bliskowschodniej. Efektem tego były wydane w 1967 albumy: Afro-Jazziac i Impressions of the Middle East. Niespełna dwa lata później zainteresował się z kolei rhythm’n’bluesem. Wyjechał do Memphis, aby zapoznać się bliżej z twórczością muzyków skupionych wokół wytwórni Stax i Hi Records. Pobyt w Tennessee zaowocował płytą Memphis Underground, która ukazała się w 1969 i błyskawicznie znalazła się na czołowych miejscach list przebojów. Album ten okazał się także największym bestsellerem w całej dyskografii Manna.
W latach 70. ub. w. Mann nadal poszerzał obszar swoich muzycznych zainteresowań, grając ujazzowione disco, reggae, muzykę japońską oraz łagodną brzmieniowo odmianę jazz-rocka. Ponadto jeszcze w 1969 założył, działającą do 1977, wytwórnię Embryo Records i jako producent kierował nagraniami płyt m.in. takich artystów jak Ron Carter, Miroslav Vitouš i Phil Woods (and His European Rhythm Machne). Realizował także własne albumy, z których jeden – wydany w 1971 Push Push – wywołał skandal obyczajowy. Na okładce płyty bowiem zamieszczono fotografię nagiego Manna z fletem w dłoniach.
W następnych dwóch dziesięcioleciach Mann nadal prowadził aktywną działalność zarówno koncertową, jak nagraniową. Choć jego popularność znacznie osłabła, nie przestał być cenionym muzykiem. Pod koniec lat 80. powrócił do muzyki brazylijskiej, wydając dwa dobrze przyjęte przez recenzentów i słuchaczy albumy: Jasil Brazz i Opalescence. Nagrał je przy współudziale gitarzystów z Brazylii: Romera Lubambo i Ricarda Silveiry. W 1992 założył swoją drugą wytwórnię płytową – Kokopelli Music (od 1994 Kokopelli Records) – która zadebiutowała albumem Deep Pocket. W jego nagraniu wzięli udział gwiazdorzy muzyki soul i jazzu: Les McCann, Cornell Dupree, David Newman i Chuck Rainey.

### Choroba i śmierć
W 1997 zdiagnozowano u Manna nieoperowalnego raka prostaty. Mimo rozwoju choroby i wyczerpującego leczenia, muzyk nie tylko nie zaprzestał działalności artystycznej, ale podjął nowe wyzwanie. Nie jestem ani Brazylijczykiem, ani Jamajczykiem, i nie jestem czarny. Jestem wschodnioeuropejskim Żydem w drugim pokoleniu i chciałbym się przekonać, czy zdołam coś zrobić z tamtejszą muzyką. Rezultatem jego sentymentalnych inspiracji stała się płyta Eastern European Roots.
Po raz ostatni Mann wystąpił na scenie 3 maja 2003, grając na The New Orleans Jazz and Heritage Festival. Zmarł dwa miesiące później po przegranej walce z chorobą.

### Małżeństwa
Herbie Mann był trzykrotnie żonaty. Jego pierwszą żoną była od 1956 do 1971 (rozwód) Ruth Shore. Miał z nią dwoje dzieci: Paula i Claudię. W 1971 poślubił Jan Cloonts, która również dała mu dwoje dzieci: Laurę i Geoffreya. Rozwiódł się z nią w 1990, aby rok później pojąć za żonę Susan Jameal Arison.

## Wybrana dyskografia
- 1954 Herbie Mann Plays (Rhino)
- 1956 Herbie Mann with the Wessel Ilcken Trio (Epic)
- 1957
  - Flute Fraternity • Herbie Mann & Buddy Colette (VSOP Records)
  - Sultry Serenade (Riverside)
  - Great Ideas of Western Mann (Riverside)
  - Flute Souffle (Prestige)
  - Flute Flight  (Prestige)
  - The Magic Flute of Herbie Mann (Verve)
  - Yardbird Suite (Savoy)
  - Hi-Flutin' (Premier Records)
- 1958
  - Mann in the Morning  (Prestige)
  - Just Wailin' (Prestige)
- 1959
  - Flautista • Herbie Mann Plays Afro-Cuban Jazz! (Verve)
  - African Suite (United Artists)
- 1960
  - Et Tu Flute (Verve)
  - Flute, Brass, Vibes and Percussion (Verve)
- 1961
  - Nirvana • Herbie Mann and the Bill Evans Trio (Atlantic)
  - The Common Ground (Collectables)
  - The Family of Mann (Atlantic)
  - At the Village Gate (Atlanitc)
- 1962
  - Brazil Bossa Nova & Blues (United Artists)
  - Right Now (Atlantic)
- 1963
  - Do the Bossa Nova (Atlantic)
  - Herbie Mann Returns to the Village Gate (Wounded Bird)
  - Live at Newport (Atlantic)
- 1964
  - Herbie Mann at the Village Gate (Atlantic)
  - Latin Fever (Atlantic)
- 1965
  - Herbie Mann & João Gilberto with Antonio Carlos Jobim (Atlantic)
  - My Kinda Groove (Atlantic)
  - Latin Mann (Columbia)
  - Standing Ovation at Newport (Atlantic)
- 1966
  - The Roar of the Greasepaint – The Smell of the Crowd (Atlantic)
  - Monday Night at the Village Gate (Atlantic)
  - Today! (Atlantic)
- 1967
  - Impressions of the Middle East (Atlantic)
  - Glory Of Love (A&M)
  - The Herbie Mann String Album (Atlantic)
  - The Wailing Dervishes (Atlantic)
  - A Mann & A Woman (Atlantic)
  - The Beat Goes On (Atlantic)
  - Afro-Jazziac (Roulette Records)
- 1968
  - The Inspiration I Feel (Atlantic)
  - Windows Opened (Atlantic)
  - Live at the Whisky A Go Go (Atlantic)
  - Concerto Grosso In D Blues (Atlantic)
- 1969
  - Memphis Underground (Atlantic)
  - Sound of Mann (Atlantic)
- 1970
  - Stone Flute (Embryo Records)
  - Muscle Shoals Nitty Gritty (Embryo Records)
  - The Best of Herbie Mann (Atlantic)
- 1971 Memphis Two-Step  (Embryo Records)

Push Push   (Embryo Records)
- 1972
  - Mississippi Gambler (Atlantic)
  - At Newport (Atlantic)
  - Hold On, I’m Coming (Atlantic)
  - Philly Dog (Atlantic)
- 1973
  - Turtle Bay (Atlantic)
  - Big Boss Man (Columbia)
- 1974
  - London Underground (Atlantic)
  - Reggae (Wounded Bird)
- 1975
  - Discothèque (Atlantic)
  - Waterbed (Atlantic)
- 1976
  - Herbie Mann Surprises • Featuring Cissy Houston (Atlantic)
  - Bird in a Silver Cage (Rhino)
  - Be-bop Synthesis (Savoy)
- 1977  Herbie Mann and Fire Island (Atlantic)
- 1978
  - Brazil: Once Again (Atlantic)
  - Super Mann (Atlantic)
- 1979 Sunbelt (Atlantic)
- 1981 Mellow (Atlantic)
- 1987 Jasil Brazz (RBI)
- 1988 Herbie Mann and Jasil Brazz (RBI)
- 1989 Opalescence (Kokopelli)
- 1992 Deep Pocket (Kokopelli)
- 1995 Peace Pieces (Lightyear)
- 1997 America/Brazil (Lightyear)
- 2000 African Mann (Chord Records)
- 2002 Eastern European Roots (Lightyear)
- 2004 Beyond Brooklyn (Manchester Craftsmen's Guild)
- 2011
  - Herbie Mann’s African Suite (EMI Japan)
  - Herbie Mann New York Jazz Quartet (Solar Records)
  - African Suite • Flute, Brass, Vibes & Percussion (Fresh Sound)

Zestawienie wg dat wydania płyt

## DVD
- 2000 Herbie Mann • Jasil Brazz (Geneon-Pioneer)